# Esther Holland-Merten

Esther Holland-Merten © Igor Ripak

Esther Holland-Merten (* 1977 in Berlin) ist eine deutsche Theaterleiterin. Sie ist seit 2023 künstlerische Leiterin des Theater am Werk (ehemals WerkX Kabelwerk und Petersplatz) mit seinen beiden Spielstätten im Kabelwerk und am Petersplatz in Wien.

## Leben und Wirken
Esther Holland-Merten absolvierte nach dem französischen Baccalauréat und dem deutschen Abitur Studien der Theaterwissenschaft, Kulturwissenschaft und Französistik an der Universität Leipzig, der Freien Universität Berlin sowie der Humboldt-Universität zu Berlin und an der Université Paris III.
Während des Studiums war sie für Podewil Berlin, Kampnagel Hamburg und an der Pariser Académie Expérimentale des Théâtres tätig. Nach ihrem Studienabschluss im Jahr 2004 koordinierte sie das 23. NRW-Theatertreffen. Anschließend arbeitete sie als Dramaturgin und Kuratorin am Schauspiel Leipzig (2004/2005 und 2013–2016), am Theater Magdeburg (2005–2008) und am Theater Chemnitz (2008–2013). In Leipzig rief sie als Künstlerische Leiterin ein Artists-in-Residence-Programm für Performance-Künstler ins Leben. Nachdem sie in Chemnitz das Spielplanprogramm für zeitgenössischer Dramatik etabliert und ausgebaut hatte, entstand dort eine eigene Spielstätte für diesen Bereich. Sie war Initiatorin zahlreicher Uraufführungen von Texten, die daraufhin Einladungen zu Festivals wie den Autorentheatertagen, dem Heidelberger Stückemarkt oder den Mülheimer Theatertagen erhielten.
Als künstlerische Leiterin wirkte Holland-Merten bei verschiedenen Festivals, darunter Chemnitz – schönste Blume des Ostens! und 4+1 – ein treffen junger autorInnen. 2017 übernahm sie die künstlerische Leitung von WUK performing arts, einer Spielstätte für Performance- und Tanzkunst im Wiener Werkstätten- und Kulturhaus (WUK). Seit der Spielzeit 2023/2024 ist sie künstlerische Leiterin des Theater am Werk, das aus dem Verbund zweier ehemals künstlerisch getrennt geführter Bühnen (WerkX Kabelwerk und Petersplatz) hervorging.
Darüber hinaus war sie mehrfach Jurorin, zum Beispiel beim Retzhofer Dramapreis, Kleist-Förderpreis oder euroscene Leipzig, und für Berufungskommissionen tätig. 

### Mitgliedschaften und Verbandstätigkeiten
2023 wurde Esther Holland Merten zur ersten weiblichen Vorstandsvorsitzenden der Dramaturgischen Gesellschaft gewählt; seit 2021 ist sie Teil deren Vorstands, sowie Mitbegründerin der Plattform Österreich der Dramaturgischen Gesellschaft.
Die Deutsche Akademie der Darstellenden Künste berief Esther Holland-Merten 2025 auf Vorschlag zum Mitglied.

### Lehrtätigkeiten
Holland-Merten unterrichtet seit 2016 am Institut für Theater-, Film- und Medienwissenschaft der Universität Wien sowie 2023 im Rahmen eines Master-Lehrgangs für angewandte Dramaturgie an der Universität für Musik und darstellende Kunst in Wien. Sie ist Mentorin für Dramatiker und Mitglied im Team des Grazer Dramaforum.
Seit 2013 lebt und arbeitet sie in Wien.